# Mabel's Lovers
Mabel's Lovers er en amerikansk stumfilm fra 1912 af Mack Sennett.

## Medvirkende
- Mabel Normand som Mabel.
- Fred Mace.
- Ford Sterling som Black.
- Alice Davenport.